# 西八里镇 (肇东市)
西八里镇，是中华人民共和国黑龙江省绥化市肇东市下辖的一个镇。
2015年4月9日，黑龙江省民政厅批复同意撤销西八里乡，设立西八里镇。

## 行政区划
西八里镇下辖以下地区：
三合亚村、西八里村、治山村、飞跃村、太平山村、西北岔村和七道海村。